# Canal+ Polska
Canal+ Polska SA (do 15 lipca 2020 ITI Neovision SA) – spółka mediowa powstała w 1991 roku jako ITI Neovision sp. z o.o., w 2013 roku przekształcona na spółkę akcyjną. W latach 2006–2013 operator satelitarnej platformy n. W latach 2013–2014 jeden z operatorów (wraz z Canal+ Cyfrowy) platformy satelitarnej nc+. Od momentu przejęcia spółki Canal+ Cyfrowy 2 czerwca 2014 jedyny operator Canal+ (do 3 września 2019 pod nazwą nc+).

## Działalność
Utworzona w 1991 roku przez ITI Corporation, na początku swojego istnienia posiadała placówki sprzedaży detalicznej w 16 miastach oraz zajmowała się sprzedażą kaset wideo od m.in. Warner Bros, Columbia Pictures, CIC Video oraz sprzętu marki Hitachi i Gelhard. Wiosną 1992 roku ofertę poszerzono o konsole i gry marki Sega a 1 lipca rozpoczęto sprzedaż kaset od 11 najbardziej liczących się polskich dystrybutorów m.in. Imperial, NVC, VIM, Silesia. Przedsiębiorstwo posiadało własny klub członkowski oraz kwartalnik ITI Neovision News.
W związku z wprowadzeniem niekorzystnych zmian w opłatach celnych, ITI Neovision wycofał się po 1993 roku ze sprzedaży sprzętu elektronicznego. Kolejne lata to czas koncentracji w branży medialnej m.in. tworząc w 1997 roku wraz z Endemol spółkę Endemol-Neovision, w celu produkcji programów rozrywkowych. Od 2006 do 2013, ITI zajmował się prowadzeniem Telewizji n.
Od 21 marca 2013 do 2 czerwca 2014 była jednym z dwóch operatorów platformy nc+, powstałej z połączenia n i konkurencyjnej Cyfry+. 2 czerwca, w wyniku prawnego połączenia ze spółką Canal+ Cyfrowy została jedynym dostawcą usług pod marką nc+. Canal+ Polska była spółką-matką dla przedsiębiorstwa Cyfrowy Dom, operatora Telewizji na kartę do momentu połączenia z nim w 2017 roku. Na początku września 2019 nastąpiła zmiana nazwy platformy cyfrowej na Platforma Canal+. Canal+ Polska jest członkiem Francuskiej Izby Przemysłowo-Handlowej w Polsce.
Spółka przejmując Canal+ Cyfrowy stała się dodatkowo nadawcą kanałów telewizyjnych spod szyldu Canal+.
Spółka była nadawcą kanału religia.tv do momentu wyodrębnienia z niej osobnego przedsiębiorstwa – Telewizja Religia Sp. z o.o.
Canal+ Polska jest także właścicielem polskiego dystrybutora filmów Kino Świat.

## Kanały telewizyjne[13]
| Nazwa                        | Logo               | Opis |
| Kanały uniwersalne           | Kanały uniwersalne | Kanały uniwersalne                                                                                               |
| ---------------------------- | ------------------ | --- |
| Canal+ Premium               |                    | Kanał uniwersalny. Do 1 maja 2020 roku nadawał pod nazwą Canal+.                                                 |
| Canal+ 1                     |                    | Kanał timeshift. Emituje treści z Canal+ Premium z godzinnym opóźnieniem.                                        |
| Canal+ 360                   | CANAL+             | Kanał uniwersalny.                                                                                               |
| Canal+ 4K Ultra HD           |                    | Kanał emitujący programy w rozdzielczości 4K.                                                                    |
| Kanały z filmami i serialami |                    | |
| Canal+ Film                  |                    | Kanał filmowy.                                                                                                   |
| Canal+ Seriale               |                    | Kanał serialowy.                                                                                                 |
| Ale Kino+                    |                    | Kanał filmowy. Do 11 listopada 2011 roku nadawał pod nazwą Ale Kino!                                             |
| Novelas+                     |                    | Kanał emitujący tureckie i południowoamerykańskie telenowele.                                                    |
| Novelas+1                    |                    | Kanał timeshift. Emituje treści z Novelas+ z godzinnym opóźnieniem.                                              |
| Kanały sportowe              |                    | |
| Canal+ Sport                 |                    | Kanał ogólnosportowy.                                                                                            |
| Canal+ Sport 2               |                    | Kanał ogólnosportowy.                                                                                            |
| Canal+ Sport 3               |                    | Kanał emitujący mecze Ekstraklasy.                                                                               |
| Canal+ Sport 4               |                    | Kanał emitujący mecze Ekstraklasy.                                                                               |
| Canal+ Sport 5               |                    | Kanał ogólnosportowy.                                                                                            |
| Canal+ Now                   |                    | Kanał okazjonalny.                                                                                               |
| Canal+ Extra 1               |                    | Kanały emitujące mecze Ligi Mistrzów                                                                             |
| Canal+ Extra 2               |                    | Kanały emitujące mecze Ligi Mistrzów                                                                             |
| Canal+ Extra 3               |                    | Kanały emitujące mecze Ligi Mistrzów                                                                             |
| Canal+ Extra 4               |                    | Kanały emitujące mecze Ligi Mistrzów                                                                             |
| Canal+ Extra 5               |                    | Kanały emitujące mecze Ligi Mistrzów                                                                             |
| Canal+ Extra 6               |                    | Kanały emitujące mecze Ligi Mistrzów                                                                             |
| Canal+ Extra 7               |                    | Kanały emitujące mecze Ligi Mistrzów                                                                             |
| Kanały lifestyle'owe         |                    | |
| Canal+ Kuchnia               |                    | Kanał kulinarny. Do 2011 roku nadawał pod nazwą Kuchnia.tv, a w latach 2011-2021 Kuchnia+.                       |
| Canal+ Domo                  |                    | Kanał poświęcony urządzaniu domów i ogrodów. Do 2011 roku nadawał pod nazwą Domo.tv, a w latach 2011-2021 Domo+. |
| Kanały dziecięce             |                    | |
| MiniMini+                    |                    | Kanał skierowany do dzieci w wieku od 3 do 8 lat. Do 2011 roku nadawał pod nazwą MiniMini.                       |
| TeleTOON+                    |                    | Kanał skierowany do dzieci w wieku od 4 do 9 lat.                                                                |
| Kanały dokumentalne          |                    | |
| Canal+ Dokument              |                    | Kanał dokumentalny.                                                                                              |
| Planete+                     |                    | Kanał dokumentalny. Do 2011 roku nadawał pod nazwą Planete.                                                      |

### Dawne
| Nazwa            | Logo | Okres nadawania                                                                                       | Opis |
| ---------------- | ---- | --- | --- |
| Hyper+           |      | 1 września 2001 - 11 listopada 2011 (jako Hyper) 11 listopada 2011 - 1 lipca 2014 (jako Hyper+)       | Blok programowy poświęcony grom komputerowym i anime. Był nadawany na kanałach MiniMax, ZigZap i TeleTOON+.                                       |
| Canal+ Film 2    |      | 5 kwietnia 2013 - 11 maja 2015                                                                        | Kanał filmowy. Zastąpiony przez Canal+ Seriale.                                                                                                   |
| Canal+ Family 2  |      | 5 kwietnia 2013 - 11 maja 2015                                                                        | Kanał emitujący programy skierowane do całej rodziny. Zastąpiony przez Canal+ 1.                                                                  |
| Canal+ Now 4K    |      | 21 listopada 2017 - 15 maja 2018                                                                      | Wersja 4K stacji Canal+ Now. Kanał zastąpiony przez Canal+ 4K Ultra HD.                                                                           |
| Canal+ Discovery |      | 11 maja 2015 - 1 czerwca 2019                                                                         | Kanał z programami dokumentalnymi z zasobów Discovery. Zastąpiony przez Canal+ Dokument w powodu z wygaśnięcia umowy pomiędzy Canal+ i Discovery. |
| nSport+          |      | 12 października 2006 - 1 września 2014 (jako nSport) 1 września 2014 - 4 kwietnia 2022 (jako nSport+) | Kanał ogólnosportowy. Zastąpiony przez Canal+ Sport 5.                                                                                            |
| Canal+ Family    |      | 5 kwietnia 2013 - 13 września 2024                                                                    | Kanał emitujący programy skierowane do całej rodziny. Zastąpiony przez Canal+ 360.                                                                |

### Dawne (należące przed fuzją do ITI Neovision)
| Nazwa         | Logo                   | Okres nadawania                           | Opis |
| ------------- | ---------------------- | ----------------------------------------- | --- |
| nTalk         |                        | 19 października 2007 - 28 czerwca 2009    | Kanał emitujący programy typu talk-show. |
| O.TV          |                        | 6 października 2007 - 7 października 2010 | Stacja produkowana przez Jurka Owsiaka. Emitowała programy o m.in. udzielaniu pierwszej pomocy, WOŚP, podróżach, wyścigach off-roadowych oraz programy dla nauczycieli. |
| nFilm HD      |                        | 2 września 2009 - 15 grudnia 2011         | Kanał filmowy. Zastąpiony przez nPremium. |
| nFilm HD 2    |                        | 2 września 2009 - 15 grudnia 2011         | Kanał filmowy. Zastapiony przez nPremium 3. |
| nShow 3D      |                        | 4 grudnia 2010 - 15 grudnia 2011          | Kanał z audycjami w 3D. Zastąpiony przez nPremium 4. |
| Wojna i Pokój | (logo z lat 2006-2010) | 17 października 2006 - 5 kwietnia 2013    | Kanał filmowy nadający filmy produkcji rosyjskiej i radzieckiej. |
| nPremium      |                        | 15 grudnia 2011 - 5 kwietnia 2013         | Kanał uniwersalny. Zastąpiony przez Canal+ Family. |
| nPremium 2    |                        | 15 grudnia 2011 - 5 kwietnia 2013         | Kanał timeshift. Emitował treści z nPremium z dwugodzinnym opóźnieniem. Zastąpiony przez Canal+ Family.                                                                 |
| nPremium 3    |                        | 15 grudnia 2011 - 5 kwietnia 2013         | Kanały uniwersalne. Zastąpione przez Canal+ Family 2. |
| nPremium 4    |                        | 15 grudnia 2011 - 5 kwietnia 2013         | Kanały uniwersalne. Zastąpione przez Canal+ Family 2. |

### Dawne (należące przed fuzją do Canal+ Cyfrowy)
| Nazwa                             | Logo                                            | Okres nadawania                                                                                     | Opis |
| --------------------------------- | ----------------------------------------------- | --------------------------------------------------------------------------------------------------- | --- |
| Game One                          |                                                 | 1 sierpnia 1999 - 31 sierpnia 2001                                                                  | Blok programowy poświęcony grom komputerowym. Zastąpiony przez Hyper. |
| Canal+ Niebieski                  |                                                 | 1 grudnia 1998 - 11 marca 2004                                                                      | Kanał uniwersalny. W 2001 roku nadawał przez całą dobę reality show Big Brother. Pod koniec nadawania zmienił format na sportowy. Zastąpiony przez Canal+ Sport. |
| Canal+ Żółty                      |                                                 | 15 listopada 1998 - 12 marca 2004                                                                   | Do 2001 roku kanał timeshift. Emitował treści z Canal+ z 24-godzinnym opóźnieniem. Od 14 kwietnia do 18 maja 2001 roku nadawał przez całą dobę reality show Big Brother, jednak w wyniku interwencji KRRiT wrócił do swojej poprzedniej formuły. W tym samym roku zmienił format na filmowy. Zastąpiony przez Canal+ Film. |
| MiniMax                           |                                                 | 16 kwietnia 1999 - 15 października 2004                                                             | Kanał dziecięcy. Zastąpiony przez ZigZap. |
| Canal+ Sport 3 (pierwsza odsłona) |                                                 | 13 marca 2010 - 11 września 2010                                                                    | Kanał sportowy. Nadawany był w soboty i niedziele. Zastąpiony przez Canal+ Gol. |
| Canal+ Gol                        | (logo pierwszej odsłony) (logo drugiej odsłony) | 11 września 2010 - 30 lipca 2011 (pierwsza odsłona) 30 lipca 2011 - 5 kwietnia 2013 (druga odsłona) | Kanał sportowy poświęcony piłce nożnej. Pierwsza odsłona była nadawana w soboty, niedziele i poniedziałki. 30 lipca 2011 zastąpił Canal+ Sport 2 i zaczął nadawać całodobowo, a na jego poprzednich falach rozpoczął nadawanie Canal+ Weekend. Druga odsłona została zastąpiona przez Canal+ Family 2.                     |
| ZigZap                            |                                                 | 16 października 2004 - 30 września 2011                                                             | Kanał dziecięcy. Zastąpiony przez TeleTOON+. |
| Canal+ 3D                         |                                                 | 17 grudnia 2010 - 5 kwietnia 2013                                                                   | Kanał z audycjami w 3D. Zastąpiony przez Canal+ Film 2. |
| Canal+ Weekend                    |                                                 | 30 lipca 2011 - 5 kwietnia 2013                                                                     | Kanał sportowo-filmowy. Nadawany był w piątki, soboty i niedziele. Zastąpiony przez Canal+ Family. |

## Akcjonariat
Wbrew poprzedniej nazwie (ITI Neovision), Grupa ITI nie posiada aktualnie żadnych akcji spółki Canal+ Polska. Głównym akcjonariuszem jest francuska spółka Canal+ S.A. (dawniej Groupe Canal+) – 51% akcji, pozostałe akcje posiadają TVN Media – 32% akcji (TVN obecnie w 100% należący do Warner Bros. Discovery, wcześniej zarówno do ITI, jak i Groupe Canal+ oraz SNI) i Liberty Global (poprzez spółkę zależną LGI Ventures B.V.) – 17%. Pierwotny podział akcjonariatu był założeniem strategicznego partnerstwa pomiędzy Groupe Canal+, Grupą ITI i Grupą TVN wdrożonego od 19 grudnia 2011 i zawartego 30 listopada 2012, jednak obaj akcjonariusze zdecydowali się sprzedać wszystkie posiadane akcje TVN, a finalizacja transakcji nastąpiła 2 lipca 2015.